# 浜加積駅
浜加積駅（はまかづみえき）は、富山県滑川市曲淵にある富山地方鉄道本線の駅である。駅番号はT19。

## 歴史
- 1935年（昭和10年）12月14日：富山電気鉄道の駅として開業。
- 1943年（昭和18年）1月1日：会社統合により、富山地方鉄道の駅となる。

## 駅構造
単式ホーム1面1線の地上駅。木造駅舎を持つ無人駅である。

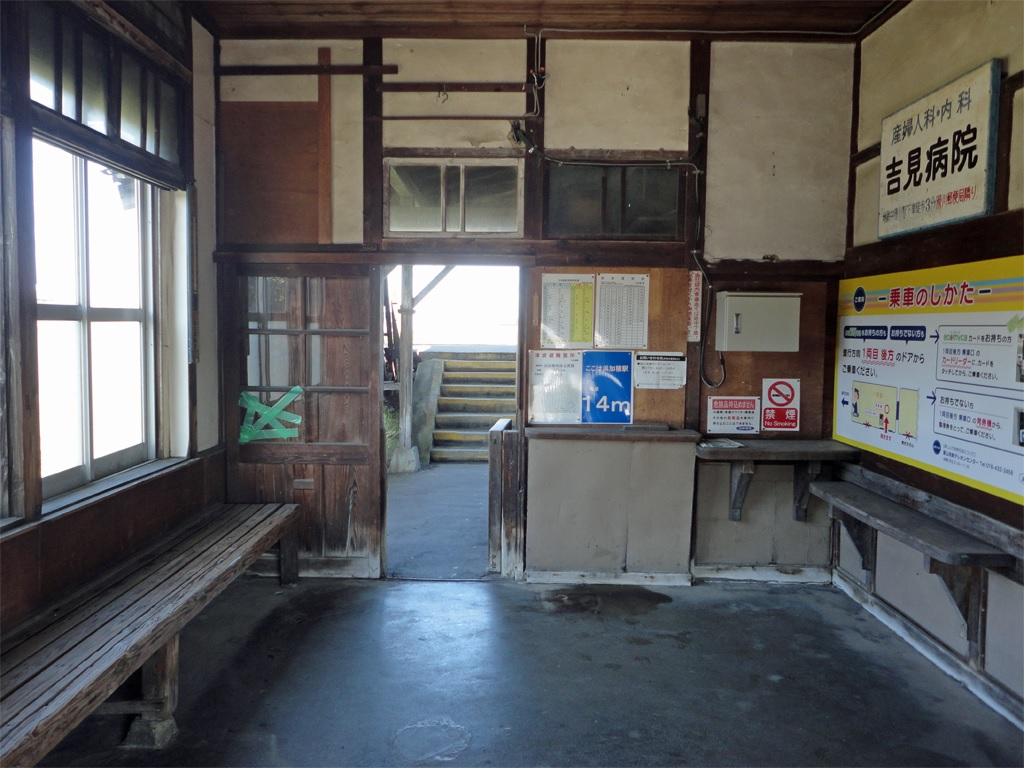
駅舎内（2018年10月）
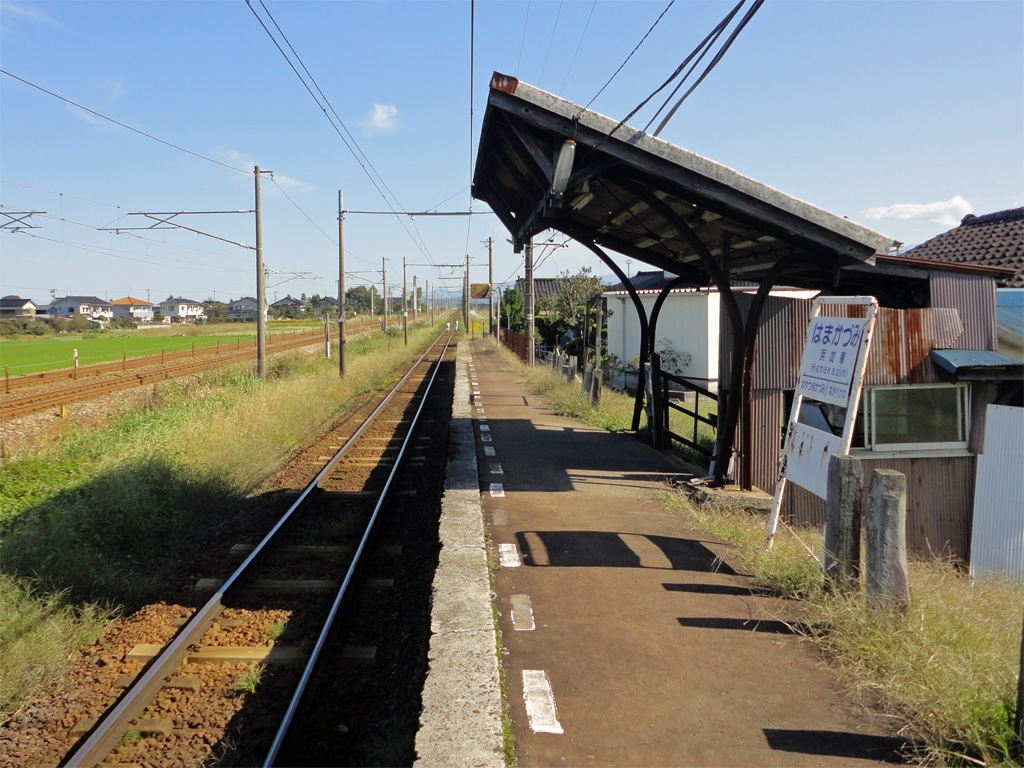
ホーム（2018年10月）

## 利用状況
近年の1日平均乗降人員は以下の通り。
| 年度   | 1日平均 乗降人員 |
| ------ | ---------------- |
| 2011年 | 85               |
| 2012年 | 86               |
| 2013年 | 82               |
| 2014年 | 83               |
| 2015年 | 86               |
| 2016年 | 86               |
| 2017年 | 89               |
| 2018年 | 89               |

## 駅周辺
すぐ西側をあいの風とやま鉄道が並行・通過する。

## 隣の駅
富山地方鉄道
■本線
■アルペン特急・■急行
通過
■普通
滑川駅 (T18) - 浜加積駅 (T19) - 早月加積駅 (T20)